# Хорка (Кроствиц)

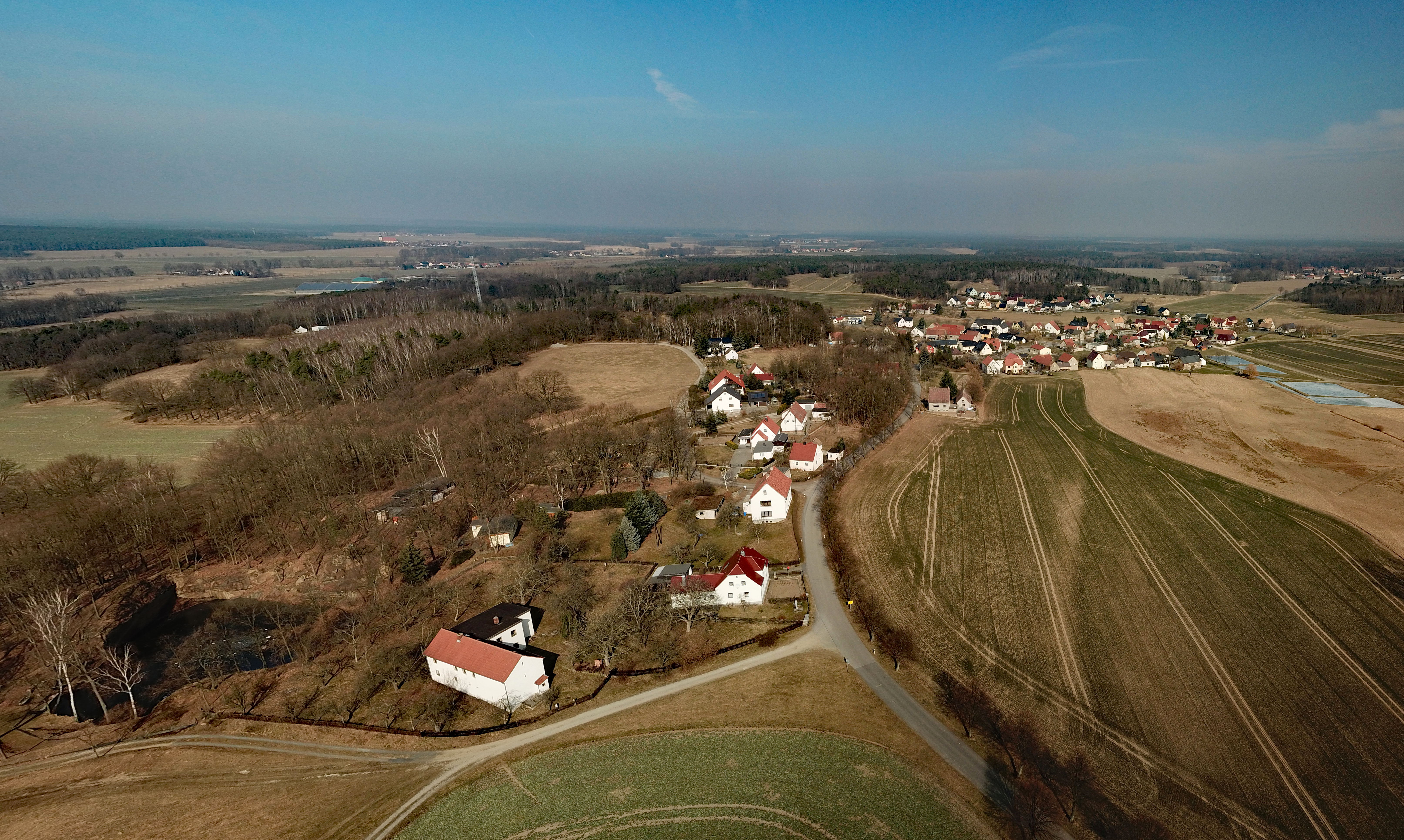

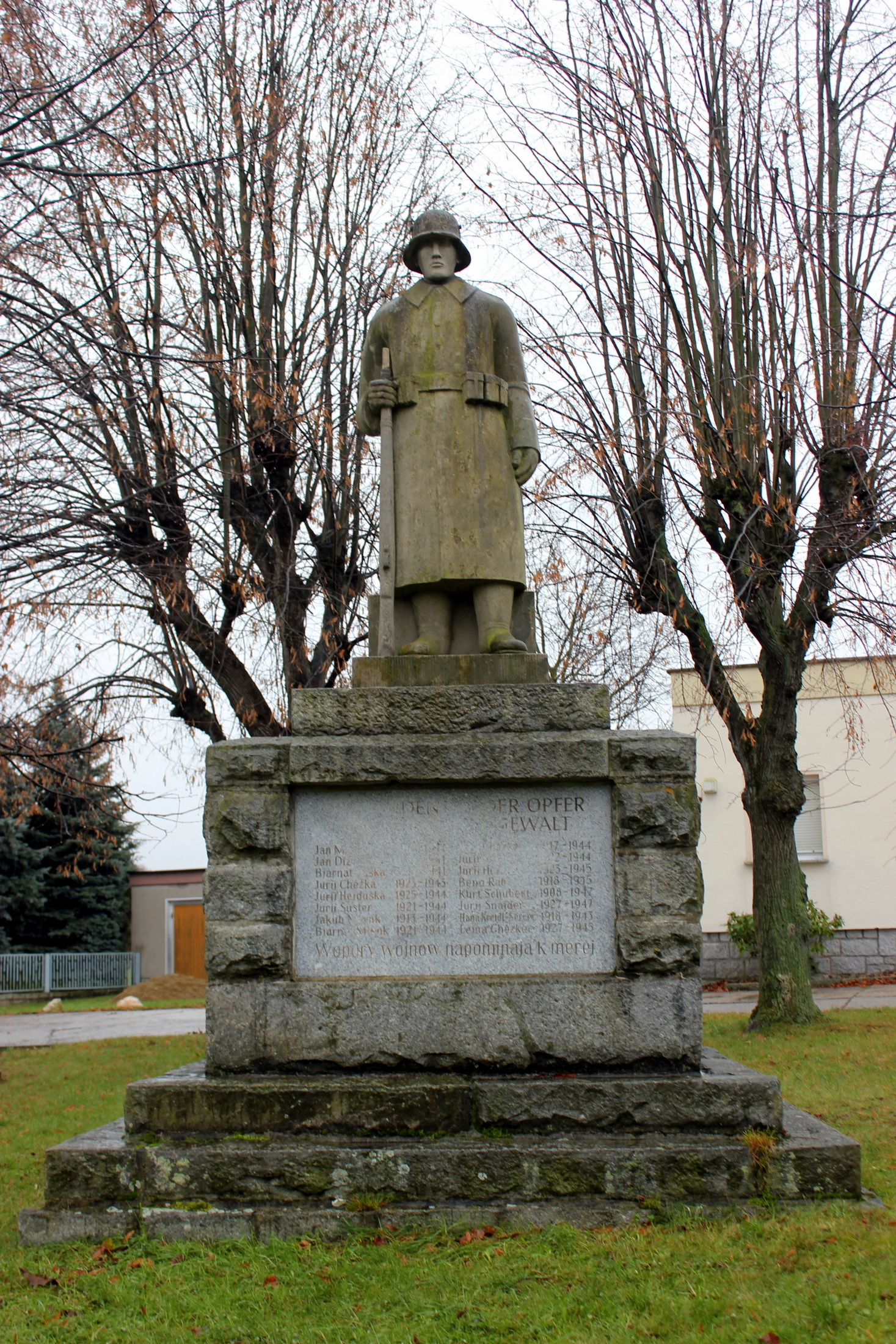
Памятник воинам, погибшим в Первой мировой войне

Хо́рка или Го́рки (нем. Horka; в.-луж. Hórkiо файле) — деревня в Верхней Лужице, Германия. Входит в состав коммуны Кроствиц района Баутцен в земле Саксония. Подчиняется административному округу Дрезден.

## География
Находится примерно в трёх километрах севернее от административного центра коммуны деревни Кроствиц. В деревне соединяются автомобильные дороги К 9236 и К 7284.
Соседние населённые пункты: на северо-востоке — деревня Доброшицы коммуны Нешвиц, на юго-востоке — деревня Ясеньца коммуны Пушвиц, на юге — административный центр коммуны Кроствиц и на западе — деревни Нова-Веска и Ворклецы.

## История
Впервые упоминается в 1374 году под наименованием Hannos Harke.
С 1974 года входит в состав современной коммуны Кроствиц.
В настоящее время деревня входит в состав культурно-территориальной автономии «Лужицкая поселенческая область», на территории которой действуют законодательные акты земель Саксонии и Бранденбурга, содействующие сохранению лужицких языков и культуры лужичан.
Исторические немецкие наименования
- Hannos Harke, 1374
- Horcke, 1746
- Horcka, 1768
- Horka (Horke), 1875

## Население
Официальным языком в населённом пункте, помимо немецкого, является также верхнелужицкий язык.
Согласно статистическому сочинению «Dodawki k statisticy a etnografiji łužickich Serbow» Арношта Муки в 1884 году в деревне проживало 230 человек (из них — 226 серболужичан (98 %)).
Лужицкий демограф Арношт Черник в своём сочинении «Die Entwicklung der sorbischen Bevölkerung» указывает, что в 1956 году при общей численности в 278 человек серболужицкое население деревни составляло 89,2 % (из них верхнелужицким языком владело 194 взрослых и 54 несовершеннолетних).
| 1834 | 1871 | 1890 | 1910 | 1925 | 1939 | 1946 | 1950 | 1964 | 2005 | 2010 | 2015 | 2018 |
| ---- | ---- | ---- | ---- | ---- | ---- | ---- | ---- | ---- | ---- | ---- | ---- | ---- |
| 203  | 184  | 202  | 217  | 209  | 270  | 282  | 273  | 299  | 292  | 286  | 252  | 239  |